# Trattato di Lambeth
Il trattato di Lambeth venne siglato nel 1217 fra il principe francese Luigi (il futuro Luigi VIII) al termine della prima guerra baronale, e segnò la rinuncia definitiva di Luigi al trono inglese; il trattato fu la conseguenza della perdita di consenso fra i baroni inglesi.
Il trattato assegnò il trono ad Enrico III, figlio di Giovanni senza terra, e pose fine alla guerra fra Francia ed Inghilterra.